# تپه قره مال
تپه قره مال مربوط به دوره اشکانیان است و در شهرستان شاهین دژ، بخش مرکزی، دهستان صفاخانه، روستای حصار واقع شده و این اثر در تاریخ ۷ اسفند ۱۳۸۵ با شمارهٔ ثبت ۱۷۶۹۴ به‌عنوان یکی از آثار ملی ایران به ثبت رسیده است.